# Listă de nume românești - litera L
Această pagină, supusă continuu îmbunătățirii, conține peste 1100 de nume de familie românești care încep cu litera L.
| La - Labă (wikt) - Labeș (wikt) - Labici (wikt) - Labiș (wikt) - Laborie (wikt) - Laboș (wikt) - Lac (wikt) - Laca (wikt) - Lacatâș (wikt) - Lacău (wikt) - Lache (wikt) - Lachi (wikt) - Laciu (wikt) - Lacrămă (wikt) - Ladea (wikt) - Ladiu (wikt) - Ladoș (wikt) - Ladoși (wikt) - Lae (wikt) - Laeș (wikt) - Lahovaru (wikt) - Laic (wikt) - Laichici (wikt) - Laicu (wikt) - Laie (wikt) - Laieș (wikt) - Laioș (wikt) - Laită (wikt) - Laiu (wikt) - Lalău (wikt) - Lalea (wikt) - Lalescu (wikt) - Laloiu (wikt) - Lalu (wikt) - Lambă (wikt) - Lambadarie (wikt) - Lambic (wikt) - Lambrache (wikt) - Lambrescu (wikt) - Lambrinoc (wikt) - Lambru (wikt) - Lambu (wikt) - Lambucă (wikt) - Lambuțchi (wikt) - Lampă (wikt) - Lance (wikt) - Lancea (wikt) - Lancerici (wikt) - Lanciu (wikt) - Lanerț (wikt) - Langă (wikt) - Langu (wikt) - Languri (wikt) - Lanț (wikt) - Lanț-Trancă (wikt) - Lantoș (wikt) - Lanu (wikt) - Lapăș (wikt) - Lapca (wikt) - Lapoș (wikt) - Lapoși (wikt) - Lapoviță (wikt) - Lapte (wikt) - Lapteacru (wikt) - Lapteș (wikt) - Lar (wikt) - Lare (wikt) - Largu (wikt) - Lari (wikt) - Larie (wikt) - Larion (wikt) - Larionescu (wikt) - Larionesei (wikt) - Lasapu (wikt) - Lasc (wikt) - Lasca (wikt) - Lascăr (wikt) - Lascău (wikt) - Laschescu (wikt) - Laschi (wikt) - Lasco (wikt) - Lascoschi (wikt) - Lascovici (wikt) - Lascu (wikt) - Lașcu (wikt) - Laslău (wikt) - Lața (wikt) - Lațcău (wikt) - Lațchici (wikt) - Lațcu (wikt) - Lateș (wikt) - Lateși (wikt) - Lațiu (wikt) - Latu (wikt) - Laudă (wikt) - Laudoniu (wikt) - Laur (wikt) - Lauran (wikt) - Laurențiu (wikt) - Laureșen (wikt) - Lavăr (wikt) - Lavonschi (wikt) - Lavră (wikt) - Lavraniuc (wikt) - Lavre (wikt) - Lavrente (wikt) - Lavric (wikt) - Lavrinescu (wikt) - Lavu (wikt) - Laza (wikt) - Lază (wikt) - Lazăr (wikt) - Lazarec (wikt) - Lazări (wikt) - Lazariu (wikt) - Lazariuc (wikt) - Lazarof (wikt) - Lazaroniu (wikt) - Lazarovici (wikt) - Lazaruțiu (wikt) - Lazău (wikt) - Laze (wikt) - Lazea (wikt) - Lazeon (wikt) - Lazer (wikt) - Lazeu (wikt) - Lazia (wikt) - Lazic (wikt) - Lazie (wikt) - Lazin (wikt) - Laziu (wikt) - Lazla (wikt) - Lazoc (wikt) - Lazu (wikt) - Lazur (wikt) - Lazurcă (wikt) | Lă - Lăbău (wikt) - Lăbonț (wikt) - Lăbonțu (wikt) - Lăboșan (wikt) - Lăbuneț (wikt) - Lăbunț (wikt) - Lăbunțu (wikt) - Lăbuș (wikt) - Lăbușcă (wikt) - Lăbuși (wikt) - Lăcan (wikt) - Lăcanu (wikt) - Lăcaru (wikt) - Lăcătuș (wikt) - Lăcătușiu (wikt) - Lăcătușu (wikt) - Lăceanu (wikt) - Lăcrăjan (wikt) - Lăcrămioara (wikt) - Lăcrânjan (wikt) - Lăcraru (wikt) - Lăcrițeanu (wikt) - Lăculeanu (wikt) - Lăculiceanu (wikt) - Lăcureanu (wikt) - Lăcurezeanu (wikt) - Lăcust (wikt) - Lăcustă (wikt) - Lăcustean (wikt) - Lăcușteanu (wikt) - Lăcustoiu (wikt) - Lădan (wikt) - Lădar (wikt) - Lădărescu (wikt) - Lădariu (wikt) - Lădaru (wikt) - Lăderu (wikt) - Lădescu (wikt) - Lădunca (wikt) - Lăduncă (wikt) - Lădunga (wikt) - Lăescu (wikt) - Lăeșu (wikt) - Lăețu (wikt) - Lăgojan (wikt) - Lăieș (wikt) - Lăin (wikt) - Lăișor (wikt) - Lăiu (wikt) - Lăjea (wikt) - Lălîu (wikt) - Lăluț (wikt) - Lămâie (wikt) - Lămășanu (wikt) - Lămășeanu (wikt) - Lămătic (wikt) - Lămboiu (wikt) - Lămoran (wikt) - Lămurean (wikt) - Lămureanu (wikt) - Lăncrăjan (wikt) - Lăncrănjan (wikt) - Lăpădăi (wikt) - Lăpădariu (wikt) - Lăpădat (wikt) - Lăpădătescu (wikt) - Lăpădătoni (wikt) - Lăpădatu (wikt) - Lăpădean (wikt) - Lăpădescu (wikt) - Lăpăduș (wikt) - Lăpăduși (wikt) - Lăpăduțoniu (wikt) - Lăptaru (wikt) - Lăpteanu (wikt) - Lăptică (wikt) - Lăptici (wikt) - Lăptoiu (wikt) - Lăptucă (wikt) - Lăpugean (wikt) - Lăpușan (wikt) - Lăpușanu (wikt) - Lăpușcă (wikt) - Lăpușneanu (wikt) - Lăpușnianu (wikt) - Lăpușniceanu (wikt) - Lăpuște (wikt) - Lăpuștea (wikt) - Lăpușteanu (wikt) - Lărgean (wikt) - Lărgeanu (wikt) - Lărgianu (wikt) - Lășan (wikt) - Lăscae (wikt) - Lăscăianu (wikt) - Lăscaie (wikt) - Lăscan (wikt) - Lăscărache (wikt) - Lăscăruță (wikt) - Lăscăteu (wikt) - Lăscău (wikt) - Lăscoi (wikt) - Lăscudean (wikt) - Lăsculescu (wikt) - Lăscuș (wikt) - Lăscuț (wikt) - Lăslean (wikt) - Lăstun (wikt) - Lăța (wikt) - Lățăianu (wikt) - Lătărețu (wikt) - Lățcan (wikt) - Lățchescu (wikt) - Lățea (wikt) - Lățescu (wikt) - Lățiș (wikt) - Lățosu (wikt) - Lău (wikt) - Lăudăcescu (wikt) - Lăudat (wikt) - Lăudatu (wikt) - Lăudoiu (wikt) - Lăuneanu (wikt) - Lăuș (wikt) - Lăutaru (wikt) - Lăutaș (wikt) - Lăzanu (wikt) - Lăzăr (wikt) - Lăzăreac (wikt) - Lăzărean (wikt) - Lăzăreanu (wikt) - Lăzărecu (wikt) - Lăzărel (wikt) - Lăzărescu (wikt) - Lăzăric (wikt) - Lăzărică (wikt) - Lăzăriciu (wikt) - Lăzăriuc (wikt) - Lăzăroaia (wikt) - Lăzăroaie (wikt) - Lăzăroi (wikt) - Lăzăroiu (wikt) - Lăzăruc (wikt) - Lăzăruică (wikt) - Lăzăruț (wikt) - Lăzăruțiu (wikt) - Lăzăți (wikt) - Lăzău (wikt) - Lăzeanu (wikt) - Lăzerean (wikt) - Lăzereanu (wikt) - Lăzescu (wikt) - Lăzeu (wikt) - Lăzorean (wikt) - Lăzui (wikt) - Lăzuran (wikt) - Lăzurcă (wikt) - Lăzurean (wikt) - Lăzureanu (wikt) | Lâ - Lâlă (wikt) - Lâmbeanu (wikt) | Le - Leabu (wikt) - Leac (wikt) - Leacă (wikt) - Leafu (wikt) - Leag (wikt) - Leah (wikt) - Leahă (wikt) - Leahu (wikt) - Leana (wikt) - Leanca (wikt) - Leancă (wikt) - Leancu (wikt) - Leanu (wikt) - Leaotă (wikt) - Leaș (wikt) - Leașă (wikt) - Leașcu (wikt) - Leașu (wikt) - Leaț (wikt) - Leață (wikt) - Leau (wikt) - Leaua (wikt) - Lebădă (wikt) - Lebegioară (wikt) - Lebeniță (wikt) - Lebu (wikt) - Leca (wikt) - Lecan (wikt) - Lecca (wikt) - Leceanu (wikt) - Lechea (wikt) - Lechențeanu (wikt) - Lechici (wikt) - Lechințan (wikt) - Lechințean (wikt) - Lechițeanu (wikt) - Lecta (wikt) - Lecu (wikt) - Leculete (wikt) - Lecușan (wikt) - Lecușanu (wikt) - Lecușescu (wikt) - Ledan (wikt) - Ledea (wikt) - Ledelcu (wikt) - Ledezeu (wikt) - Leescu (wikt) - Lefegiu (wikt) - Lefeter (wikt) - Lefter (wikt) - Lefterache (wikt) - Lefterachi (wikt) - Lefterescu (wikt) - Lefteriu (wikt) - Legănaru (wikt) - Legănuș (wikt) - Legean (wikt) - Leghezeu (wikt) - Legian (wikt) - Lehaci (wikt) - Lehăduș (wikt) - Lehăduși (wikt) - Lehan (wikt) - Lehănceanu (wikt) - Lehau (wikt) - Lehene (wikt) - Leheneanu (wikt) - Lehințan (wikt) - Lehințanu (wikt) - Lehliu (wikt) - Lehuțu (wikt) - Leibovici (wikt) - Leica (wikt) - Leiciu (wikt) - Leițan (wikt) - Leiți (wikt) - Leițoiu (wikt) - Leizer (wikt) - Leizeriuc (wikt) - Leizerovici (wikt) - Lejan (wikt) - Lela (wikt) - Lelcu (wikt) - Lele (wikt) - Lelea (wikt) - Lelescu (wikt) - Leleștean (wikt) - Leleșteanu (wikt) - Leleu (wikt) - Lelovici (wikt) - Lelu (wikt) - Leluțiu (wikt) - Lembrău (wikt) - Lemeni (wikt) - Lemișovschi (wikt) - Lemn-Rău (wikt) - Lemnacu (wikt) - Lemnariu (wikt) - Lemnaru (wikt) - Lemneanu (wikt) - Lemneață (wikt) - Lemni (wikt) - Lenart (wikt) - Lencă (wikt) - Lencaru (wikt) - Lencu (wikt) - Lencuța (wikt) - Lencuță (wikt) - Lene (wikt) - Leneschi (wikt) - Lenescu (wikt) - lenețchi (wikt) - Lenga (wikt) - Lenghea (wikt) - Lenghel (wikt) - Lenghen (wikt) - Lengher (wikt) - Lenghescu (wikt) - Leniuc (wikt) - Lenoir (wikt) - Lenț (wikt) - Lența (wikt) - Lențoiu (wikt) - Lentu (wikt) - Lentul (wikt) - Lenuța (wikt) - Lenuțu (wikt) - Leo (wikt) - Leoacă (wikt) - Leoapă (wikt) - Leoca (wikt) - Leocă (wikt) - Leocuță (wikt) - Leogan (wikt) - Leola (wikt) - Leoleoacă (wikt) - Leon (wikt) - Leonăchescu (wikt) - Leonard (wikt) - Leonescu (wikt) - Leonida (wikt) - Leonte (wikt) - Leontescu (wikt) - Leonti (wikt) - Leontică (wikt) - Leontie (wikt) - Leontieș (wikt) - Leontin (wikt) - Leontinescu (wikt) - Leontiuc (wikt) - Leopa (wikt) - Leopărdă (wikt) - Leopea (wikt) - Leorda (wikt) - Leordă (wikt) - Leordean (wikt) - Leordeanu (wikt) - Leordeon (wikt) - Leoștean (wikt) - Leotescu (wikt) - Leoveanu (wikt) - Lepa (wikt) - Lepădat (wikt) - Lepădata (wikt) - Lepădătescu (wikt) - Lepădatu (wikt) - Lepăduș (wikt) - Lepărda (wikt) - Lepărdă (wikt) - Lepcan (wikt) - Lepchihler (wikt) - Lepedat (wikt) - Lepedean (wikt) - Lepindea (wikt) - Lepîrdă (wikt) - Lepșa (wikt) - Lera (wikt) - Lercă (wikt) - Lerescu (wikt) - Lerinț (wikt) - Lerințiu (wikt) - Lerios (wikt) - Lernăuțean (wikt) - Leru (wikt) - Leș (wikt) - Leșa (wikt) - Leșan (wikt) - Leșanu (wikt) - Lescae (wikt) - Lescaie (wikt) - Lescaru (wikt) - Lescău (wikt) - Leșcău (wikt) - Leschian (wikt) - Leșcu (wikt) - Lescuț (wikt) - Leșe (wikt) - Leșeanu (wikt) - Leșei (wikt) - Lesenciuc (wikt) - Leșnad (wikt) - Lesnea (wikt) - Leșnic (wikt) - Leșniuc (wikt) - Leșovici (wikt) - Lespădău (wikt) - Lespezean (wikt) - Lespezeanu (wikt) - Lespezianu (wikt) - Leșu (wikt) - Leț (wikt) - Leța (wikt) - Lețcă (wikt) - Lețcae (wikt) - Lețcan (wikt) - Lețcanu (wikt) - Lețchi (wikt) - Lețea (wikt) - Letferiu (wikt) - Leția (wikt) - Letinca (wikt) - Lețiu (wikt) - Lețu (wikt) - Leu (wikt) - Leuca (wikt) - Leucă (wikt) - Leuce (wikt) - Leucea (wikt) - Leucean (wikt) - Leucian (wikt) - Leuciuc (wikt) - Leucuș (wikt) - Leucuța (wikt) - Leucuță (wikt) - Leucuția (wikt) - Leudan (wikt) - Leuleț (wikt) - Leun (wikt) - Leunte (wikt) - Leuraș (wikt) - Leurean (wikt) - Leureanu (wikt) - Leurzeanu (wikt) - Leuștean (wikt) - Leușteanu (wikt) - Leuștian (wikt) - Leuțanu (wikt) - Leuțu (wikt) - Leva (wikt) - Levăchescu (wikt) - Levai (wikt) - Levandovschi (wikt) - Levărda (wikt) - Levărdă (wikt) - Levcencu (wikt) - Leveleș (wikt) - Levențu (wikt) - Levin (wikt) - Levina (wikt) - Levința (wikt) - Levință (wikt) - Levintza (wikt) - Levischi (wikt) - Levițchi (wikt) - Levoi (wikt) - Lexandru (wikt) - Lexgean (wikt) - Lezău (wikt) - Lezeriuc (wikt) - Lezeu (wikt) | Li - Lia (wikt) - Liahu (wikt) - Libăr (wikt) - Libearcă (wikt) - Libertatu (wikt) - Libirța (wikt) - Libiu (wikt) - Libotean (wikt) - Librescu (wikt) - Lică (wikt) - Licaciu (wikt) - Licălcezar (wikt) - Lican (wikt) - Licără (wikt) - Licăreț (wikt) - Licărete (wikt) - Licăreți (wikt) - Licău (wikt) - Licea (wikt) - Licescu (wikt) - Liche (wikt) - Lichențanu (wikt) - Licher (wikt) - Lichi (wikt) - Lichiardopol (wikt) - Lichiniuc (wikt) - Lichințeanu (wikt) - Lichiuță (wikt) - Lici (wikt) - Liciai (wikt) - Licinschi (wikt) - Liciu (wikt) - Licoiu (wikt) - Licsandroiu (wikt) - Licsandru (wikt) - Licșoiu (wikt) - Licșor (wikt) - Licu (wikt) - Liculescu (wikt) - Licuriceanu (wikt) - Licurici (wikt) - Licuț (wikt) - Licuță (wikt) - Lida (wikt) - Lidian (wikt) - Lidichiu (wikt) - Lie (wikt) - Liea (wikt) - Lieanu (wikt) - Liescu (wikt) - Lifei (wikt) - Lificiu (wikt) - Liftan (wikt) - Lifticariu (wikt) - Lifu (wikt) - Liga (wikt) - Ligescu (wikt) - Lighezan (wikt) - Lighezean (wikt) - Ligiana (wikt) - Ligoțchi (wikt) - Lihăceanu (wikt) - Lihat (wikt) - Lihațchi (wikt) - Liheț (wikt) - Lihiu (wikt) - Lihoni (wikt) - Lihor (wikt) - Liiceanu (wikt) - Lilea (wikt) - Lilescu (wikt) - Liliac (wikt) - Lilianu (wikt) - Liloiu (wikt) - Limbă (wikt) - Limbălată (wikt) - Limban (wikt) - Limbășan (wikt) - Limbău (wikt) - Limbean (wikt) - Limberea (wikt) - Limboșeanu (wikt) - Limbosu (wikt) - Limbuș (wikt) - Limbutu (wikt) - Limona (wikt) - Limoncu (wikt) - Limpede (wikt) - Lină (wikt) - Linca (wikt) - Lincă (wikt) - Lincan (wikt) - Lincar (wikt) - Lincu (wikt) - Linculescu (wikt) - Lineanu (wikt) - Lingulescu (wikt) - Lingurar (wikt) - Lingurariu (wikt) - Linguraru (wikt) - Lingurici (wikt) - Linguriță (wikt) - Lini (wikt) - Liniță (wikt) - Lința (wikt) - Lință (wikt) - Linte (wikt) - Linteș (wikt) - Lintescu (wikt) - Linteși (wikt) - Lințmaier (wikt) - Lințoiu (wikt) - Lințu (wikt) - Linu (wikt) - Linul (wikt) - Linuț (wikt) - Liolioacă (wikt) - Lionăchescu (wikt) - Lionte (wikt) - Liontescu (wikt) - Lionțescu (wikt) - Lionti (wikt) - Lipa (wikt) - Lipă (wikt) - Lipan (wikt) - Lipănescu (wikt) - Lipanu (wikt) - Lipcei (wikt) - Lipciu (wikt) - Lipciuc (wikt) - Lipian (wikt) - Lipianu (wikt) - Lipici (wikt) - Lipo (wikt) - Lipot (wikt) - Lipotean (wikt) - Lipou (wikt) - Lipova (wikt) - Lipovan (wikt) - Lipovanu (wikt) - Lipovăț (wikt) - Lipoveanu (wikt) - Lipoviceanu (wikt) - Lipșa (wikt) - Lipseanu (wikt) - Liră (wikt) - Lirici (wikt) - Lis (wikt) - Lisac (wikt) - Lisacoschi (wikt) - Lisacovschi (wikt) - Lisandru (wikt) - Lisaru (wikt) - Lișcă (wikt) - Liscan (wikt) - Lișcu (wikt) - Liseanu (wikt) - Lisei (wikt) - Lisenche (wikt) - Lisenchi (wikt) - Lisencu (wikt) - Lisețchi (wikt) - Lisievici (wikt) - Lișiță (wikt) - Lișman (wikt) - Lișmanu (wikt) - Lișneanu (wikt) - Lișnic (wikt) - Lișnicu (wikt) - Listar (wikt) - Listaru (wikt) - Liștea (wikt) - Liștereanu (wikt) - Lișteveanu (wikt) - Lișu (wikt) - Lița (wikt) - Liță (wikt) - Lițan (wikt) - Lițău (wikt) - Lițcan (wikt) - Lițcăneanu (wikt) - Lițcanu (wikt) - Lițe (wikt) - Litean (wikt) - Lițean (wikt) - Liteanu (wikt) - Lițescu (wikt) - Litianu (wikt) - Lițiu (wikt) - Lițoi (wikt) - Lițoiu (wikt) - Litră (wikt) - Litrin (wikt) - Lițu (wikt) - Litvinchevici (wikt) - Liu (wikt) - Liubimirescu (wikt) - Liucă (wikt) - Liulea (wikt) - Liurcă (wikt) - Liurea (wikt) - Liuță (wikt) - Liuțe (wikt) - Livadă (wikt) - Livădan (wikt) - Livădariu (wikt) - Livădaru (wikt) - Livanu (wikt) - Livea (wikt) - Livescu (wikt) - Livezeanu (wikt) - Livinschi (wikt) - Livinț (wikt) - Livinți (wikt) - Liviță (wikt) - Livițchi (wikt) - Liviu (wikt) - Livizeanu (wikt) - Lixandra (wikt) - Lixăndrescu (wikt) - Lixăndroaia (wikt) - Lixăndroiu (wikt) - Lixandru (wikt) - Lizescu (wikt) - Lizinschi (wikt) | Lî - Lîlă (wikt) - Lîlea (wikt) - Lîmota (wikt) - Lînda (wikt) | Lo - Loacă (wikt) - Loaeș (wikt) - Loagăr (wikt) - Loaieș (wikt) - Loancă (wikt) - Loba (wikt) - Lobodă (wikt) - Lobodan (wikt) - Lobonea (wikt) - Lobonț (wikt) - Lobonțiu (wikt) - Locher (wikt) - Locic (wikt) - Locodi (wikt) - Locotiți (wikt) - Lodbă (wikt) - Lodea (wikt) - Lodin (wikt) - Lodină (wikt) - Lodoabă (wikt) - Lodoba (wikt) - Lodroman (wikt) - Lodromănean (wikt) - Loga (wikt) - Logan (wikt) - Logean (wikt) - Loghian (wikt) - Loghin (wikt) - Loghinaș (wikt) - Loghiu (wikt) - Logigan (wikt) - Login (wikt) - Logofătu (wikt) - Logofeteanu (wikt) - Logofetescu (wikt) - Logojan (wikt) - Logoș (wikt) - Logoteți (wikt) - Lohan (wikt) - Lohon (wikt) - Loi (wikt) - Loichiță (wikt) - Loiș (wikt) - Lojigan (wikt) - Lolan (wikt) - Lolea (wikt) - Lolescu (wikt) - Loliceru (wikt) - Lolici (wikt) - Loliciu (wikt) - Loliș (wikt) - Lolo (wikt) - Loloiu (wikt) - Loloș (wikt) - Lolu (wikt) - Lomânar (wikt) - Lombrea (wikt) - Lomnaru (wikt) - Lomnășan (wikt) - Lomonar (wikt) - Lomora (wikt) - Lomoș (wikt) - Lomotă (wikt) - Lonca (wikt) - Londroman (wikt) - Lonea (wikt) - Lonean (wikt) - Longodor (wikt) - Lontcovschi (wikt) - Lontiș (wikt) - Lopaș (wikt) - Lopată (wikt) - Lopătaru (wikt) - Lopățel (wikt) - Lopătiță (wikt) - Lopatnic (wikt) - Lopatnicu (wikt) - Lopăzan (wikt) - Lopotencu (wikt) - Lopșa (wikt) - Lopșea (wikt) - Lorenț (wikt) - Lorin (wikt) - Lorinț (wikt) - Lorinți (wikt) - Lorințiu (wikt) - Loșnariu (wikt) - Losniceriu (wikt) - Loșniță (wikt) - Loșonți (wikt) - Lospa (wikt) - Lostun (wikt) - Lot (wikt) - Lotaș (wikt) - Lote (wikt) - Loți (wikt) - Lotiș (wikt) - Lotoroșanu (wikt) - Lotrean (wikt) - Lotreanu (wikt) - Lovaș (wikt) - Lovici (wikt) - Lovin (wikt) - Lovinescu (wikt) - Loviște (wikt) - Lovișteanu (wikt) - Loza (wikt) - Lozan (wikt) - Lozarovschi (wikt) - Lozbă (wikt) - Lozeanu (wikt) - Lozer (wikt) - Loziciu (wikt) - Lozincă (wikt) - Lozinescu (wikt) - Lozneanu (wikt) - Loznianu (wikt) - Lozniceriu (wikt) - Lozniceru (wikt) - Lozoc (wikt) - Lozonschi (wikt) - Lozovan (wikt) - Lozovanu (wikt) - Lozoveanu (wikt) | Lu - Luaș (wikt) - Lubaș (wikt) - Luben (wikt) - Lubeniță (wikt) - Luca (wikt) - Lucăcel (wikt) - Lucacela (wikt) - Lucache (wikt) - Lucachi (wikt) - Lucaci (wikt) - Lucaciu (wikt) - Lucaciuc (wikt) - Lucan (wikt) - Lucănescu (wikt) - Lucani (wikt) - Lucanu (wikt) - Lucaș (wikt) - Lucău (wikt) - Lucea (wikt) - Luceanu (wikt) - Lucescu (wikt) - Luchenciuc (wikt) - Lucheș (wikt) - Luchi (wikt) - Luchian (wikt) - Luchianciuc (wikt) - Luchianiuc (wikt) - Luchianovschi (wikt) - Luchianu (wikt) - Luchici (wikt) - Luchiean (wikt) - Luchin (wikt) - Luchiniuc (wikt) - Luchița (wikt) - Luchiță (wikt) - Luchiuniuc (wikt) - Lucia (wikt) - Lucian (wikt) - Lucianu (wikt) - Lucic (wikt) - Lucica (wikt) - Lucici (wikt) - Lucigan (wikt) - Lucinescu (wikt) - Lucîț (wikt) - Luciu (wikt) - Lucoaie (wikt) - Lucosu (wikt) - Lucrețiu (wikt) - Lucșa (wikt) - Lucșan (wikt) - Lucu (wikt) - Luculeasă (wikt) - Luculescu (wikt) - Luculesei (wikt) - Luculeț (wikt) - Lucuș (wikt) - Lucuț (wikt) - Lucuța (wikt) - Lucuță (wikt) - Lucuțar (wikt) - Ludaie (wikt) - Ludica (wikt) - Ludinaș (wikt) - Ludoșan (wikt) - Ludoșanu (wikt) - Ludoșean (wikt) - Ludovic (wikt) - Ludroman (wikt) - Ludu (wikt) - Ludușan (wikt) - Luganovici (wikt) - Lugigan (wikt) - Lugojan (wikt) - Lugojanu (wikt) - Lugoș (wikt) - Lugu (wikt) - Luha (wikt) - Luhan (wikt) - Luică (wikt) - Luican (wikt) - Luiță (wikt) - Lujanschi (wikt) - Lujerdean (wikt) - Lujeru (wikt) - Lujigan (wikt) - Lulă (wikt) - Lulache (wikt) - Lulaciu (wikt) - Lulariu (wikt) - Lulciuc (wikt) - Lulea (wikt) - Lulescu (wikt) - Lulu (wikt) - Luluș (wikt) - Lulușa (wikt) - Luluț (wikt) - Luluță (wikt) - Lumaicu (wikt) - Lumânare (wikt) - Lumei (wikt) - Lumezean (wikt) - Lumezeanu (wikt) - Lumezianu (wikt) - Luminache (wikt) - Lumînăraru (wikt) - Lumînare (wikt) - Lumineanu (wikt) - Luminița (wikt) - Luminos (wikt) - Luminosu (wikt) - Lumpan (wikt) - Lumperdean (wikt) - Lună (wikt) - Luncă (wikt) - Luncan (wikt) - Luncăniță (wikt) - Luncanu (wikt) - Luncariu (wikt) - Luncaș (wikt) - Luncașu (wikt) - Luncean (wikt) - Lunceanu (wikt) - Luncian (wikt) - Lunciu (wikt) - Lunescu (wikt) - Lung (wikt) - Lungă (wikt) - Lungaciu (wikt) - Lungan (wikt) - Lungana (wikt) - Lunganu (wikt) - Lungar (wikt) - Lungariu (wikt) - Lungău (wikt) - Lungean (wikt) - Lungeanu (wikt) - Lungescu (wikt) - Lunghin (wikt) - Lungoaia (wikt) - Lungocea (wikt) - Lungoci (wikt) - Lungocia (wikt) - Lungociu (wikt) - Lungu (wikt) - Lunguleac (wikt) - Lunguleasa (wikt) - Lungulescu (wikt) - Lungulesei (wikt) - Lungurenghi (wikt) - Lunguț (wikt) - Lunguțescu (wikt) - Lunic (wikt) - Lunică (wikt) - Luniță (wikt) - Lunperdean (wikt) - Luntaru (wikt) - Luntean (wikt) - Luntrariu (wikt) - Luntraru (wikt) - Lup (wikt) - Lupa (wikt) - Lupăceanu (wikt) - Lupăcescu (wikt) - Lupaciu (wikt) - Lupăescu (wikt) - Lupăiescu (wikt) - Lupan (wikt) - Lupăncescu (wikt) - Lupancu (wikt) - Lupănescu (wikt) - Luparu (wikt) - Lupaș (wikt) - Lupașcă (wikt) - Lupașcu (wikt) - Lupăștean (wikt) - Lupășteanu (wikt) - Lupașu (wikt) - Lupău (wikt) - Lupea (wikt) - Lupean (wikt) - Lupeanu (wikt) - Lupei (wikt) - Lupeian (wikt) - Lupeica (wikt) - Lupeiu (wikt) - Lupencea (wikt) - Lupencia (wikt) - Lupeș (wikt) - Lupesc (wikt) - Lupescu (wikt) - Lupică (wikt) - Lupici (wikt) - Lupină (wikt) - Lupinca (wikt) - Lupișcă (wikt) - Lupița (wikt) - Lupiță (wikt) - Lupițu (wikt) - Lupoae (wikt) - Lupoaei (wikt) - Lupoaia (wikt) - Lupoaie (wikt) - Lupoi (wikt) - Lupoian (wikt) - Lupoianu (wikt) - Lupoiu (wikt) - Lupou (wikt) - Lupraru (wikt) - Lupșa (wikt) - Lupșă (wikt) - Lupșac (wikt) - Lupșan (wikt) - Lupșanu (wikt) - Lupșe (wikt) - Lupșea (wikt) - Lupșei (wikt) - Lupșeneanu (wikt) - Lupșescu (wikt) - Lupșica (wikt) - Lupșoiu (wikt) - Lupșor (wikt) - Lupșoru (wikt) - Luptaciu (wikt) - Lupu (wikt) - Lupucă (wikt) - Lupui (wikt) - Lupuj (wikt) - Lupulciuc (wikt) - Lupuleac (wikt) - Lupuleaga (wikt) - Lupuleasa (wikt) - Lupulescu (wikt) - Lupuleț (wikt) - Lupulete (wikt) - Lupuleți (wikt) - Lupuliasa (wikt) - Lupulovici (wikt) - Lupului (wikt) - Lupureanu (wikt) - Lupurici (wikt) - Lupuș (wikt) - Lupușan (wikt) - Lupușoară (wikt) - Lupușor (wikt) - Lupușoru (wikt) - Lupuț (wikt) - Lupuțan (wikt) - Lupuți (wikt) - Lupuțiu (wikt) - Lupuțoc (wikt) - Lupuz (wikt) - Lurci (wikt) - Lurdescu (wikt) - Lușca (wikt) - Lușcă (wikt) - Lușcan (wikt) - Lușneac (wikt) - Lușniac (wikt) - Lușor (wikt) - Lustrea (wikt) - Luț (wikt) - Luța (wikt) - Luță (wikt) - Luțai (wikt) - Luțan (wikt) - Luțaș (wikt) - Luțchi (wikt) - Luțea (wikt) - Luțescu (wikt) - Luția (wikt) - Luțic (wikt) - Luțoiu (wikt) - Lutotovici (wikt) - Luțu (wikt) - Luțuc (wikt) - Lutuțovici (wikt) |